# 大井岳夫
大井 岳夫（おおい たけお、1976年12月15日 - ）は、日本の政治家。佐久市議会議員（3期）を経て、自由民主党所属の長野県議会議員（2期）。

## 来歴
長野県出身（現在は佐久市鳴瀬に在住）。明治大学政治経済学部卒業後、三和銀行（現三菱UFJ銀行）入行、その後佐久市にて衆議院議員秘書を務め、働きながら明治大学ガバナンス研究科を修了。
2009年4月に佐久市議会議員に初当選。その後、3期連続当選を果たし、2017年には議会運営委員長を務める。3期目の2018年12月に佐久市議会議員を辞職し、2019年4月7日執行の長野県議会議員一般選挙 佐久市北佐久郡選挙区にてトップ当選した。
2023年4月9日に2回目の当選を果たし、現在に至る。

## 政策
多くの若者が戻り、住み続けられる 持続可能な地域の実現！　を政策の中心に掲げて、以下のサブテーマを実現しようとしている。
- 地域の安全を守り経済に貢献する社会基盤整備
  - 中部横断自動車道の早期全線開通
  - 松本佐久地域高規格道路の実現
  - 幹線道路の整備、安全対策
- 地域経済を支え活性化させる新たな雇用を創出
  - 企業のチャレンジを後押しし、競争力を高める
  - 地域内での資源循環を活性化させる
  - 農林業、畜産の振興により、地消地産を推進
  - 観光の広域連携を推進
- 地域の将来を担う人材育成
  - 大学、研究機関の誘致
  - 郷土愛を育む教育の推進
  - 指導者の育成・採用
  - 芸術文化が身近に親しめる環境整備
- 快適に暮らせる生活環境の整備
  - 高齢者・高校生に寄り添った公共交通の実現
  - 空き家対策
- 女性にやさしい地域
  - 子育てしながら働き続けられる環境整備
  - 不妊治療・出産・子育ての負担を軽減

## 人物
学生時代は、明治大学体育会相撲部に在籍し、1998年の第25回東日本学生相撲個人体重別選手権大会にて、75kg未満の部で第3位となった。（旧姓 阿部）
その後、佐久市に戻ってアマチュア相撲の発展のため以下のような地域活動を積極的に推進している。
- 佐久市において「御嶽海杯わんぱく相撲佐久場所」[5]の実行委員長を務めている。
- 小学校での相撲教室を企画運営。2017年には佐久城山小学校で6年生60名に対して出前授業[6]を行った。

## 所属団体
- 佐久ライオンズクラブ
- 佐久相撲クラブ（監督）佐久相撲クラブ (佐久相撲クラブ-267602793819765) - Facebook
- 佐久市消防団
- 明治大学校友会 佐久地域支部幹事長
- 日本・エストニア親善協会監事